# Distretto di Chumpi
Il distretto di Chumpi è uno degli otto distretti della provincia di Parinacochas, in Perù. Si trova nella regione di Ayacucho e si estende su una superficie di 366,3 chilometri quadrati.

Ha per capitale la città di Chumpi e nel censimento del 2005 contava 3.062 abitanti.